# Riverbank Arena
Il Riverbank Arena era un impianto sportivo costruito in occasione dei Giochi olimpici di Londra 2012.
Era suddiviso in due parti. La prima parte era dedicata alle partite di hockey su prato per le Olimpiadi con 15000 posti a sedere. La seconda parte era dedicata alla calcio a 5 side e al calcio a 7 per le Paralimpiadi con 5000 posti a sedere.
Dopo i giochi l'impianto è stato ridotto a 5000 posti a sedere per quanto riguarda la prima parte, mentre la seconda è diventata un centro d'allenamento. È stato poi spostato nell'area sportiva Eton Manor (successivamente rinominata Lee Valley Hockey & Tennis Centre) ed è attualmente il terreno da gioco del Wapping Hockey Club.